# چووالکیپوو
چووالکیپوو (انگلیسی: Chuvalkipovo) یک شهرک در شهرستان چیشمینسکی در استان باشقیرستان کشور روسیه است.